# Moire

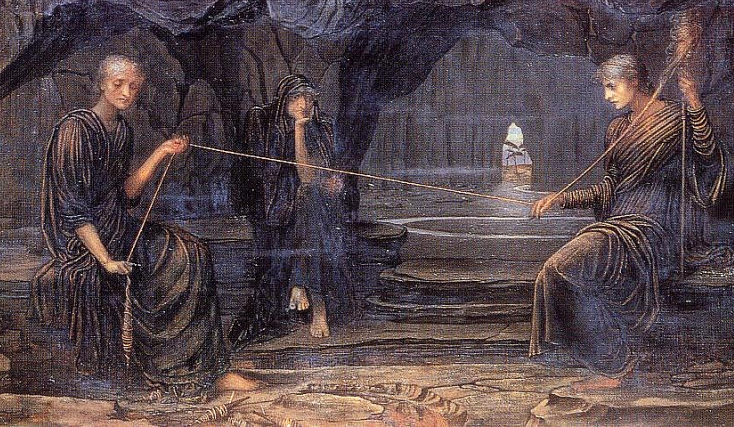
Le Moire Cloto e Lachesi intente a filare il filo del fato. La Moira Atropo siede nell'attesa inesorabile di reciderlo - John Strudwick, A Golden Thread (Un filo prezioso), 1885 (olio su tela).

Le tre Moire (in greco antico: Μοῖραι?, Moìrai), assimilate anche alle Parche romane e alle Norne norrene, sono figure appartenenti alla mitologia greca. Nei poemi omerici compare una sola Moira. Nella Teogonia di Esiodo compaiono due volte: come figlie della Notte e come figlie di Zeus e Temi, erano la personificazione del destino ineluttabile. Il loro compito era filare il filo del fato di ogni uomo, svolgerlo e, infine, reciderlo segnandone la morte.

## Il mito
Moire è il nome dato alle figlie di Zeus e di Temi o secondo altri di Ananke. L’accostamento, nel primo Inno pindarico delle Moire, di Temi e di Zeus fa pensare alla testimonianza di Pausania (Paus. 9, 12, 3-4), secondo la quale a Tebe vi erano un santuario dedicato a Temi e uno alle Moire posti accanto a quello di Zeus Agoraios che conteneva una statua del dio in pietra.
Nella mitologia greca arcaica «le tre Moire, le tessitrici della vita, decidevano, al momento della nascita, il destino assegnato a ogni persona. Neppure gli dei potevano modificarlo. Cloto reggeva il filo dei giorni per la tela della vita, Làchesi dispensava la sorte avvolgendo al fuso il filo che a ciascuno era assegnato e infine Atropo, l’inesorabile, che lo tagliava con le forbici quando giungeva il momento di arrestare la vita, attribuendo il principio e la fine del tempo della vita, la nascita e la morte». «Spesso nel mito le Moire sono presenti alla nascita di un dio o di un eroe, presagendone le imprese future oppure decretandone il destino».

## I nomi

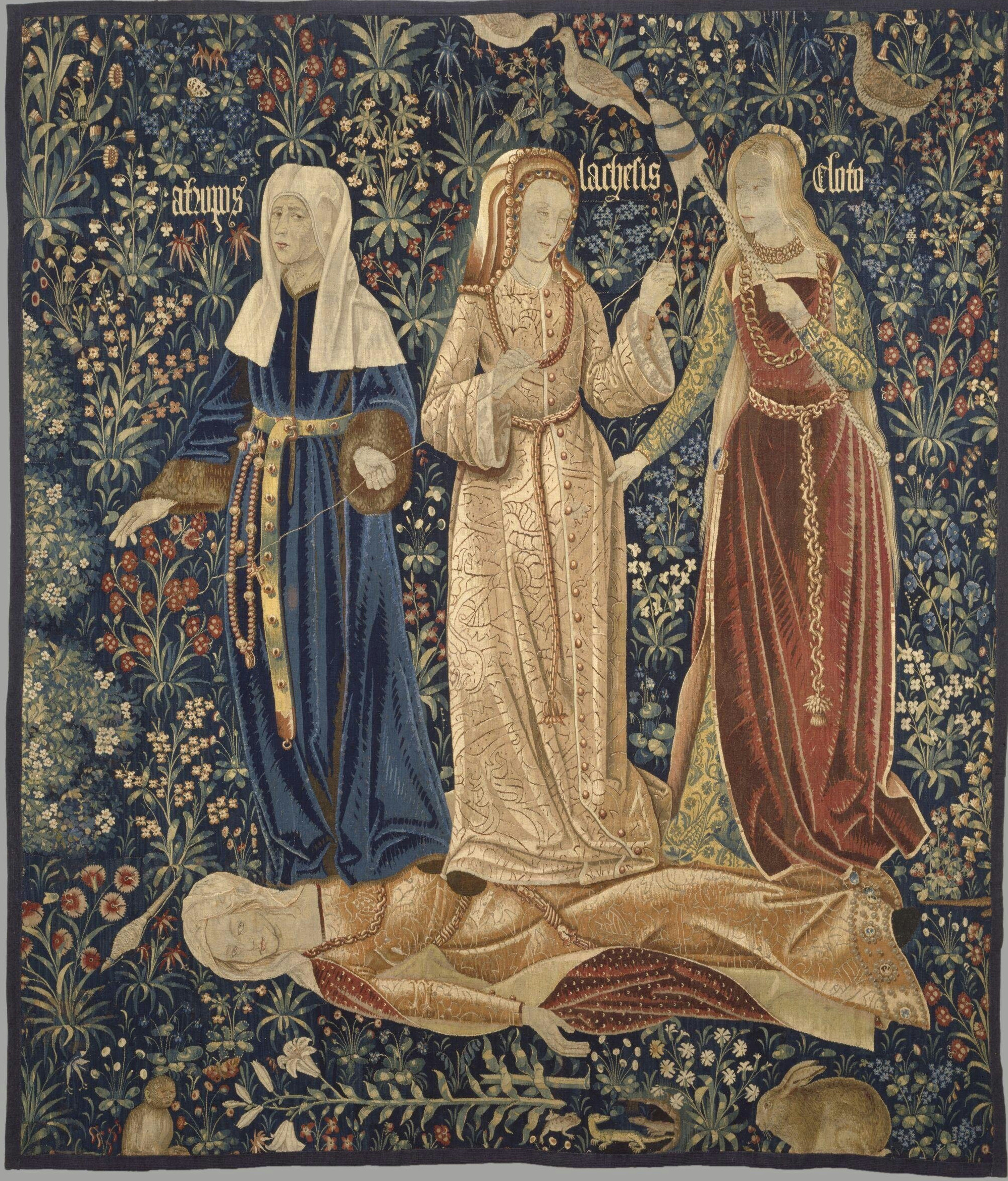
Le Tre Parche, particolare dal Trionfo della Morte, arazzo fiammingo, 1520 ca.

I nomi delle moire avevano un significato specifico:
- Cloto, la più giovane, che appunto filava lo stame della vita.
- Lachesi girava il fuso: stabiliva quanto filo spettasse a ogni uomo e decideva le sorti della vita che stava filando, usando lo stame bianco misto ai fili d'oro per indicare i giorni felici e lo stame nero misto ai fili d'oro per indicare i giorni di sventura.
- Atropo ("inflessibile"), la più vecchia, che, con lucide cesoie, lo recideva, inesorabile.

La lunghezza dei fili prodotti può variare, esattamente come quella della vita degli uomini. A fili cortissimi corrisponderà una vita assai breve, come quella di un neonato, e viceversa. Si pensava ad esempio che Sofocle, uno dei più longevi autori greci (90 anni), avesse avuto in sorte un filo assai lungo.
Si tratta di tre donne dall'aspetto di vecchie che dimoravano nel regno dei morti, l'Ade.
Il sensibile distacco che si avverte da parte di queste figure e la loro totale indifferenza per la vita degli uomini accentuava e rappresentava perfettamente la mentalità fatalistica degli antichi greci.
Pindaro, in epoca più tarda, le indicò invece come le ancelle di Temi, durante il suo matrimonio con Zeus.
Esse agivano spesso contro la volontà di Zeus. Ma tutti gli dei erano tenuti all'obbedienza nei loro confronti, in quanto la loro esistenza garantiva l'ordine dell'universo, al quale anche gli dei erano soggetti.
Nonostante molti pensino che le Moire avessero un solo occhio e che se lo passassero vicendevolmente, come nel film di animazione Disney Hercules, bisogna dire che si tratta di una convinzione errata. Questa caratteristica, infatti, è propria delle Graie, come si può ben notare nel mito di Perseo, dove queste ultime vengono descritte con un solo occhio e un solo dente, dei quali fanno uso a turno. E sarà proprio questa loro debolezza che permetterà a Perseo di scoprire il nascondiglio delle Gorgoni.

## Citazioni
(Teogonia di Esiodo, vv. 211-222)
(Teogonia di Esiodo, vv. 900-906)
(Divina Commedia, Inferno, Canto XXXIII, 124-126)
(Divina Commedia, Purgatorio, Canto XXI, 25-27)
Delle Moire (o Parche) parla anche Virgilio nell'Eneide, nel famoso verso: «Sic volvere Parcas» ("Così filano le Parche").
Nell'Ultimo canto di Saffo (vv. 40-44), Leopardi dice: «In che peccai bambina, allor che ignara / di misfatto è la vita, onde poi scemo / di giovanezza, e disfiorato, al fuso / dell'indomita Parca si volvesse / il ferrigno mio stame?». La Parca in questione dovrebbe essere Lachesi.

## Nella cultura di massa
- Il rapper italiano Enigma nelle sue canzoni “Manifesto” e “Malapoetry XXI” le cita in una rima e ad esse è intitolato l'omonimo album degli Hautville del 2013.
- Gli Emerson, Lake & Palmer hanno composto, nel loro omonimo disco del 1970, una canzone divisa in tre parti dal nome: The Three Fates: I-Clotho; II-Lachesis; III-Atropos.
- Sono protagoniste, come "dottorini calvi", ma con esattamente gli stessi nomi e funzioni, del romanzo Insomnia di Stephen King.
- Alle moire è intitolata la Moira Tessera su Venere[5].
- Compaiono all'interno del videogioco God of War II, nel quale tenteranno di fermare Kratos, che vuole tornare indietro nel tempo per uccidere Zeus.
- Sono presenti nel film d'animazione Hercules della Disney uscito nel 1997 dove vengono (nell'edizione italiana) indicate con il nome romano di Parche. Nel film, esse sono rappresentate con un paio di forbici per tagliare il filo della vita e conoscono il passato, il presente ed il futuro così bene che riescono ad anticipare le frasi di Ade, mandando questi fuori dai gangheri. Saranno proprio loro a rivelare ad Ade il breve successo del suo piano della conquista dell'Olimpo a causa del figlio di Zeus, Hercules, che lo spodesterebbe nel caso Ade riuscisse a sconfiggere il fratello.
  - Le Parche sono poi apparse nella serie televisiva Hercules ispirata al film: in particolare a loro è dedicato l'episodio Ercole e la tela del destino, mentre in Ercole e il crepuscolo degli dei si scopre che "lavorano per due mitologie", ricoprendo anche il ruolo delle Norne nella mitologia norrena. Le Parche della Disney hanno poi fatto apparizioni cameo nella serie House of Mouse - Il Topoclub.
- Le Parche si trovano inoltre in vari romanzi della saga di Percy Jackson e gli dei dell'Olimpo, di Rick Riordan, dove scelgono il destino di alcuni eroi tagliando il filo.
- Il telaio del fato è l'oggetto magico al centro della quinta stagione di DC's Legends of Tomorrow (2020).
- In Blood of Zeus, serie d'animazione presente sulla piattaforma digitale Netflix (2020)
- Le tre Moire compaiono anche nella serie a fumetti The Sandman, scritta da Neil Gaiman e pubblicata dalla DC Comics, negli Stati Uniti d'America, tra il 1988 e il 1996, e successivamente riprese da Amazon e trasposte tramite audio-libri (Audible) del fumetto stesso.
- Le tre Moire compaiono nella quarta stagione di Winx Club con il nome di "Tre Fate Eteree", dove donano alle Winx i tre "Doni del Destino", i quali rispecchiano, rispettivamente, le loro funzioni nel mito.
- Atropos è una canzone presente nell'album Periphery V: Djent is not a Genre della band Progressive Metal Periphery